# Thomas Willwacher
Thomas Hans Willwacher (Freiburg im Breisgau, 12 de abril de 1983) é um matemático e físico matemático alemão, professor de matemática do Instituto Federal de Tecnologia de Zurique.

## Biografia
Willwacher obteve um PhD no Instituto Federal de Tecnologia de Zurique em 2009, orientado por Giovanni Felder. Foi depois membro júnior da Harvard Society of Fellows. Em julho de 2016 recebeu um prêmio da European Mathematical Society por "his striking and important research in a variety of mathematical fields: homotopical algebra, geometry, topology and mathematical physics, including deep results related to Kontsevich's formality theorem and the relation between Kontsevich's graph complex and the Grothendieck-Teichmüller Lie algebra."
Foi palestrante convidado do Congresso Internacional de Matemáticos no Rio de Janeiro (2018: Little disks operads and Feynman diagrams).

## Publicações selecionadas
- M. Kontsevich’s graph complex and the Grothendieck–Teichmüller Lie algebra, Inventiones mathematicae, Volume 200, 2015, p. 671–760, Arxiv
- The oriented graph complexes, Comm. Math. Phys., Volume 334, 2015, p. 1649–1666, Arxiv
- com Sergei Merkulov: Grothendieck-Teichmüller and Batalin-Vilkovisky, Lett. Math. Phys., Volume 104, 2014, p. 625–634, Arxiv
- com Damien Calaque: Formality of cyclic cochains, Advances in Mathematics, Volume 231, 2012, p. 624–650, Arxiv
- Formality of cyclic chains, Int. Math. Res. Notices 2011 (17), p. 3939--3956, Arxiv